# Acsalapu-ormányos
Az acsalapu-ormányos (Liparus glabrirostris) a rovarok (Insecta) osztályának a bogarak (Coleoptera) rendjébe, ezen belül a mindenevő bogarak (Polyphaga) alrendjébe és az ormányosbogár-félék (Curculionidae) családjába tartozó faj.

## Előfordulása
Az acsalapu-ormányos szigetszerű foltokban fordul elő, zömmel Közép-Európa déli területein. Helyenként, például Magyarországon nem ritka, száma azonban észak felé csökken.

## Megjelenése
Az acsalapu-ormányos 15-22 milliméter hosszú. A közép-európai ormányosbogarak között a 7 Liparus-faj a legnagyobb. Az acsalapu-ormányos szárnyfedőin sárga szőrfoltok láthatók, az előtornak csak az oldalán vannak foltok. Csápja térdes, azaz a tőíz hosszan megnyúlt, és rajta szögben megtörve helyezkedik el az 5-7 ízes csápostor.

## Életmódja
Az acsalapu-ormányos rétek, füves vagy törmelékes lejtők lakója. A közép- és a magashegységek középső és magasabb fekvésű részein él. Szívesen tartózkodik nedves helyeken. Így a bogarat gyakran megtaláljuk például a martilapun (Tussilago farfara) és az acsalapun (Petasites), melyeknek nagy leveleit rágja. A lárvák az acsalapu gyökerével, az imágók a levelével (a martilapuéval is) táplálkoznak.

## Szaporodása
A nőstények az acsalapufajok (például: vörös acsalapu (Petasites hybridus), fehér acsalapu (Petasites albus)) gyöktörzsébe lyukakat szúrnak, s azokba 1-1 petét helyeznek. A lárva a gyöktörzsben aknázik, majd bábozódás céljából a talajba ássa be magát.

## Képek

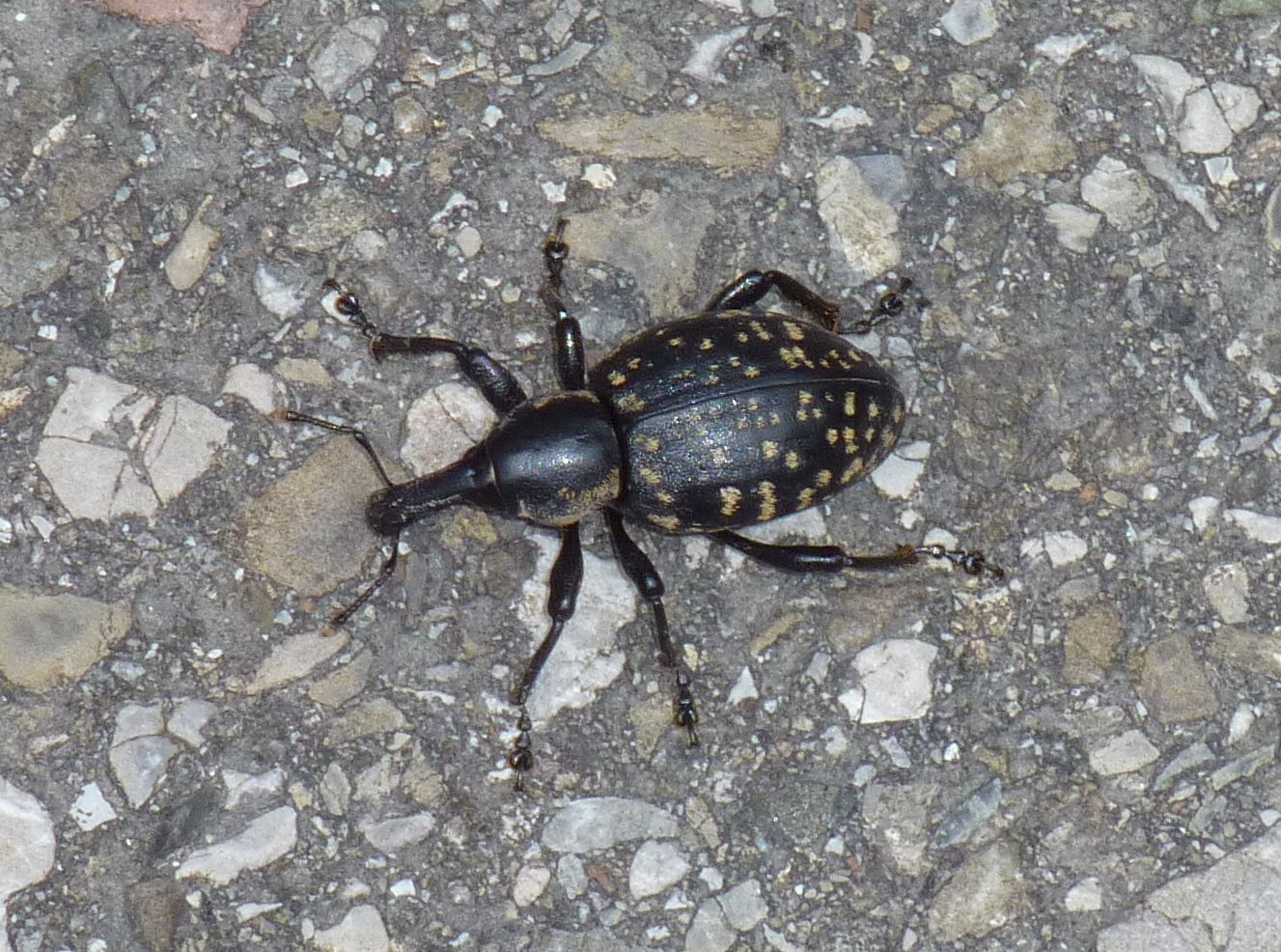
A bogár háta,
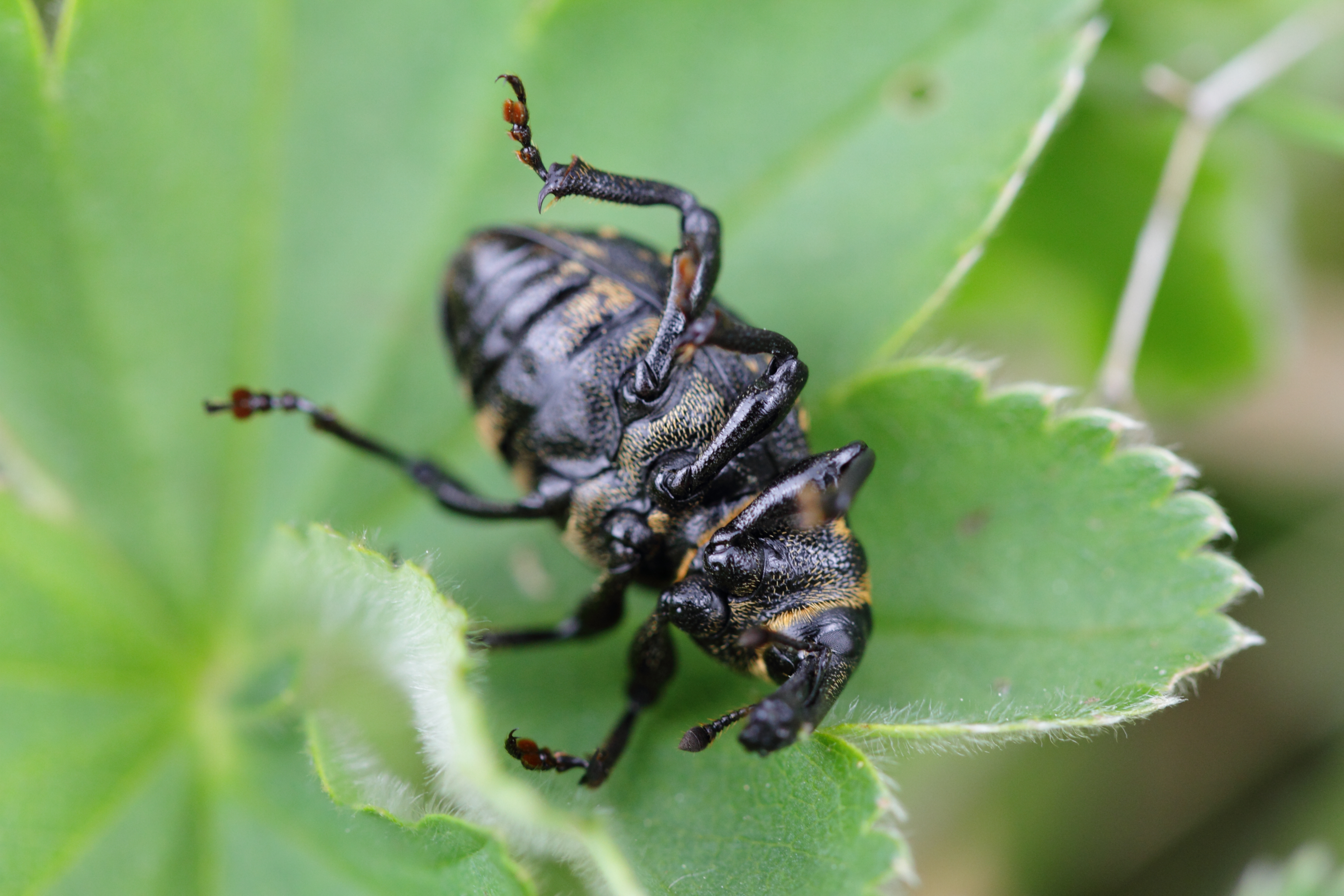
alulról,
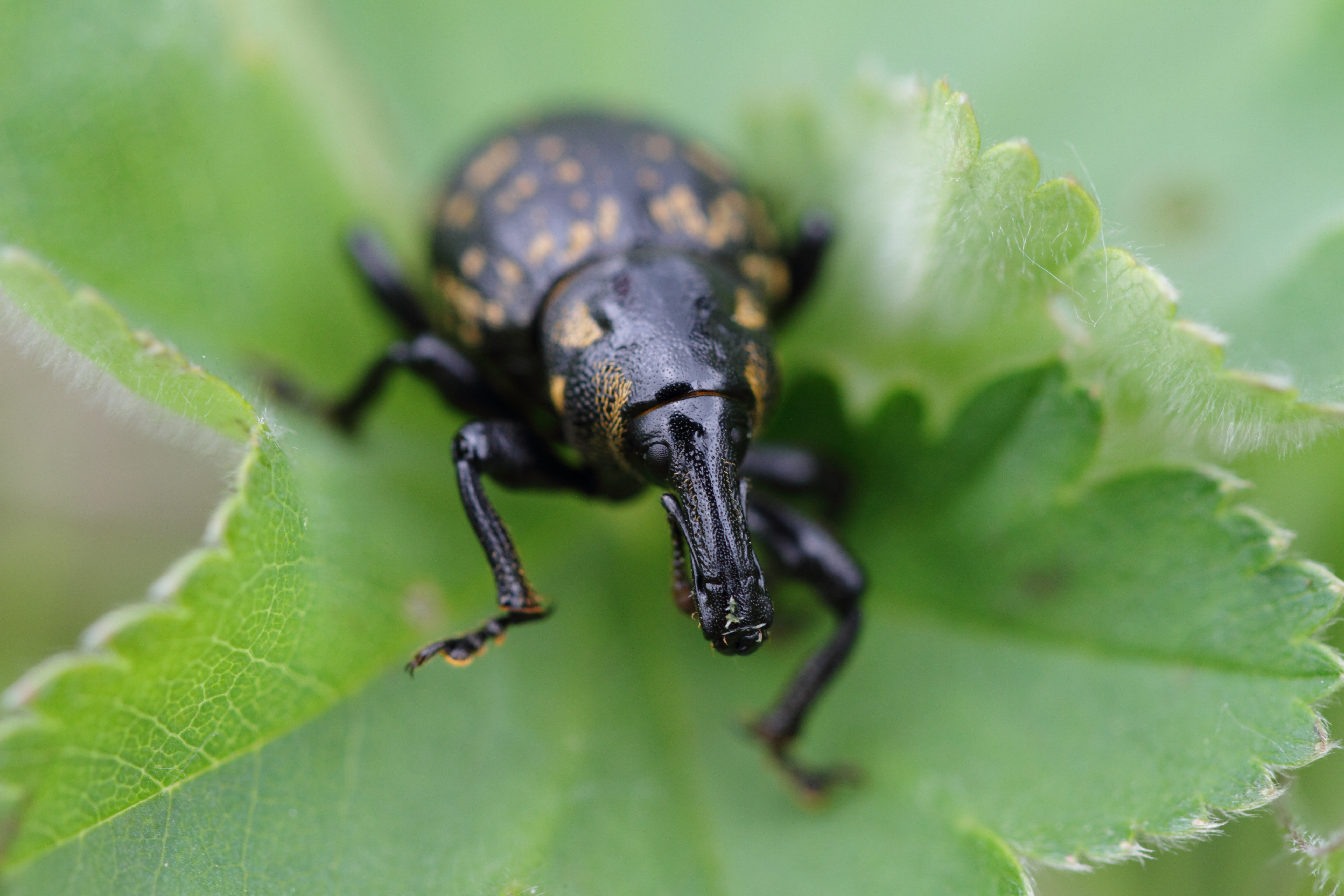
szemből
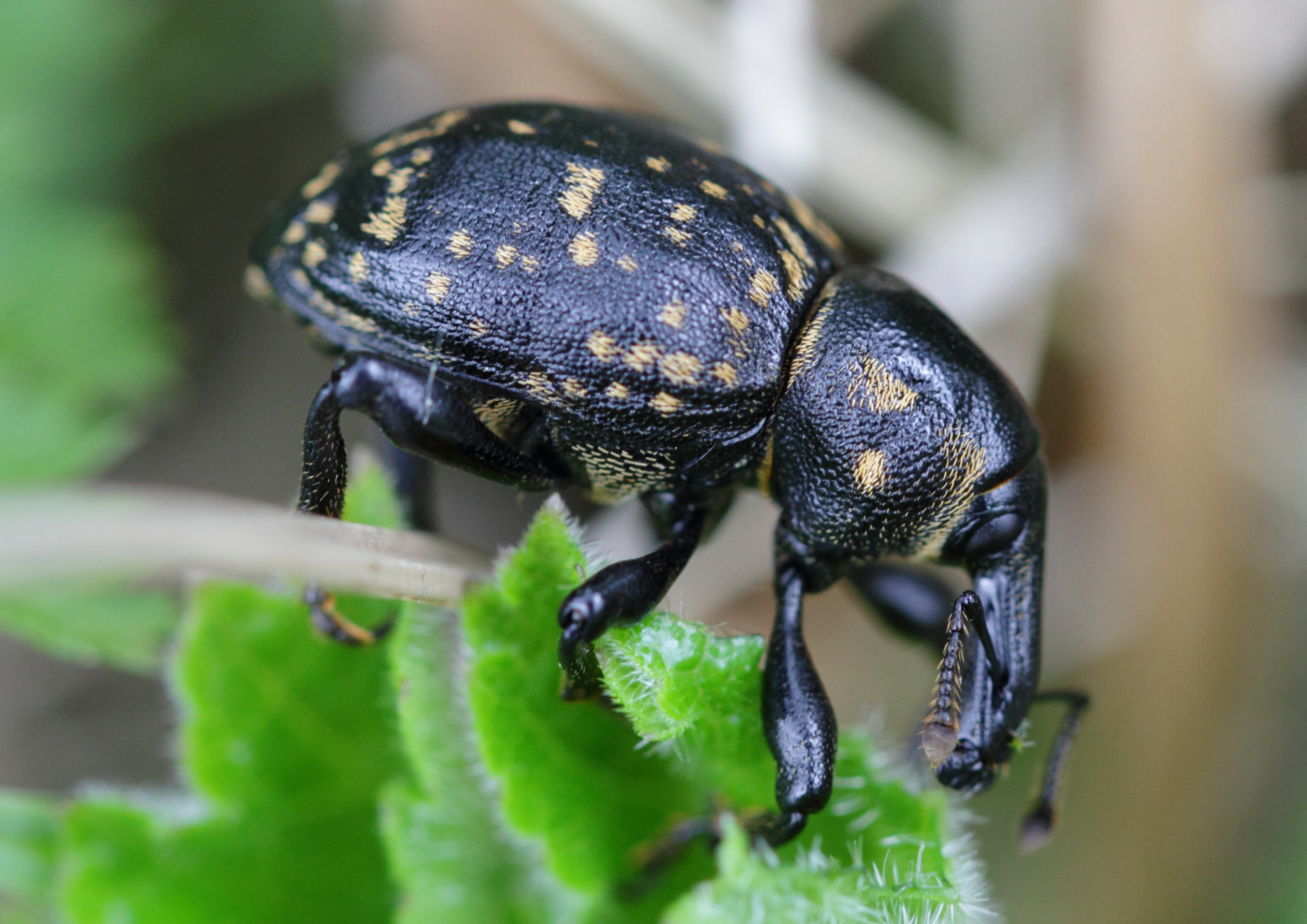
és oldalról
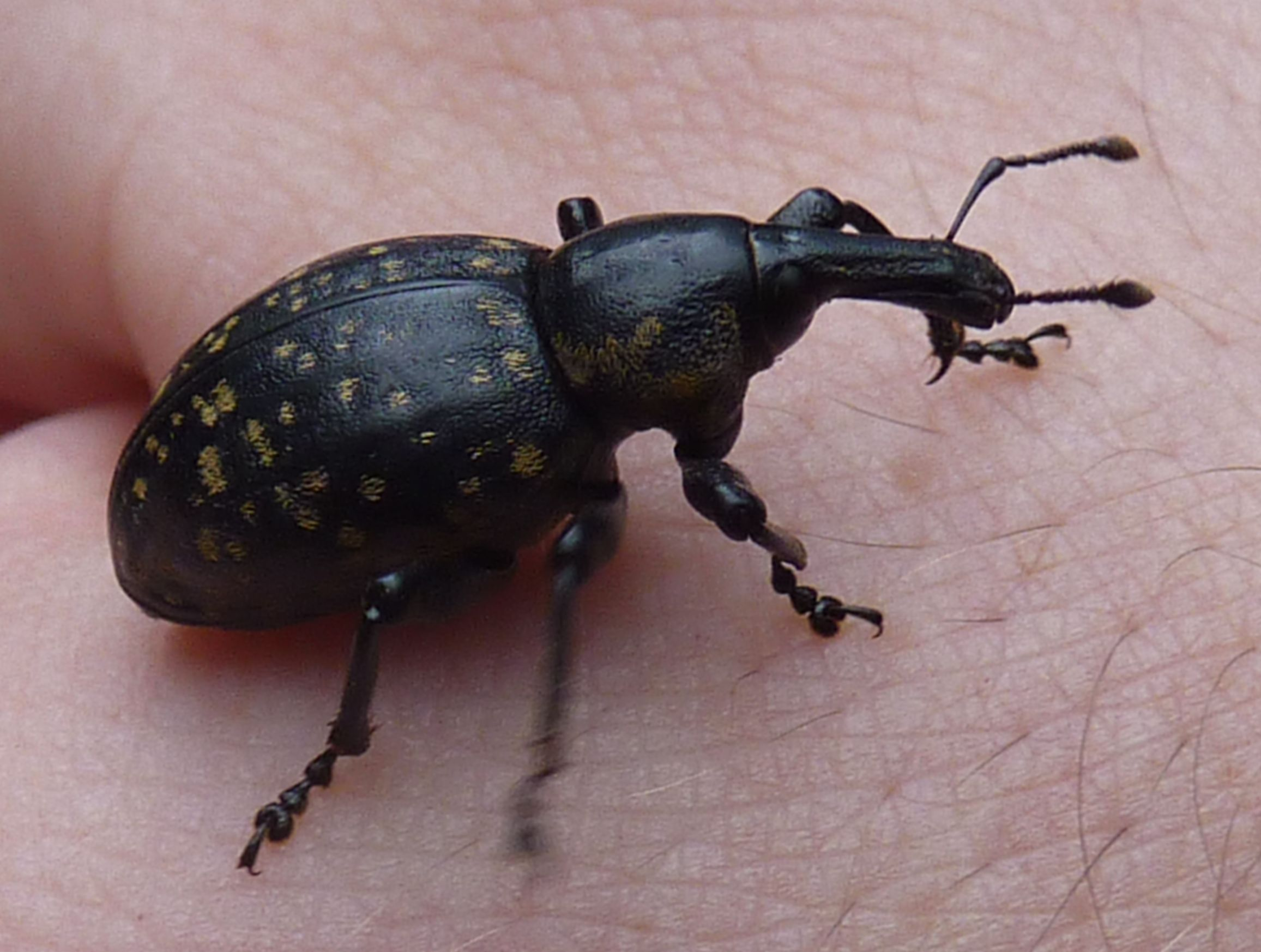
Befogott példány